# Carlos Davis
Carlos Davis (Blue Springs, 22 agosto 1996) è un giocatore di football americano statunitense che milita nel ruolo di nose tackle per i Pittsburgh Steelers della National Football League (NFL).

## Carriera

### Pittsburgh Steelers
Davis al college giocò a football con i Nebraska Cornhuskers dal 2016 al 2019. Fu scelto nel corso del settimo giro (232º assoluto) del Draft NFL 2020 dai Pittsburgh Steelers. Nella sua stagione da rookie disputò 7 partite mettendo a segno 6 tackle.

## Famiglia
Davis è il fratello gemello di Khalil Davis dei Tampa Bay Buccaneers.